# Маинали, Радха Кришна
Радха Кришна Маинали (Р. К. Майнали, Radha Krishna Mainali; род. 26 сентября 1946 года, Чокпур, район Тапледжунг) — непальский политик. В начале 1970-х годов он вместе со своим братом Чандрой Пракашем Маинали был одним из радикальных коммунистов, возглавивших восстание Джхапа против панчаятской монархии, вдохновлённое движением наксалитов в Индии.

## Биография
За организацию восстания Р. К. Маинали был заключен в тюрьму в 1973 году и содержался там вплоть до 1986 года. После освобождения он настаивал, что коммунисты должны сформировать широкие движения за демократические перемены. К этому времени он был ведущим членом Коммунистической партии Непала (марксистско-ленинской).
В качестве исполняющего обязанности председателя Объединенного левого фронта он выступил видным лидером Народного движения (Джана Андолан) 1990 года. Он входил в число четырёх лидеров Джана Андолан, проводивших прямые переговоры с королём Бирендрой и выступивших по национальному телевидению 8 апреля 1990 года с объявлением, что движение за демократию одержало победу.
Позже он стал ведущей фигурой в Коммунистической партии Непала (объединенной марксистско-ленинской), в которую влилась КПН(МЛ). Р. К. Маинали участвовал в парламентских выборах 1994 года по избирательному округу Джхапа-5. Он завоевал депутатский мандат, набрав 16 361 голос и победив кандидата от Непальского конгресса Сурью Нараяна Таджпурию. После выборов он стал министром сельского хозяйства, земельных реформ и управления в правительстве меньшинства КПН(ОМЛ) во главе с Манмоханом Адхикари. Затем Маинали был министром здравоохранения в коалиционном правительстве, возглавляемом Локендрой Бахадуром Чандом, с 12 марта по 6 октября 1997 года.
В 1998 году принимал участие в расколе КПН(ОМЛ) и образовании новой партии со старым названием Коммунистической партии Непала (марксистско-ленинской) под началом его брата. Он стал членом Политбюро новой КПН(МЛ). и был кандидатом от партии на парламентских выборах 1999 года, но потерял своё депутатское место.
В 2002 году, когда КПН(ОМЛ) и КПН(МЛ) воссоединились, Маинали вернулся в КПН(ОМЛ) и стал членом Постоянного комитета партии. Однако в июле 2003 года его членство было приостановлено из-за разногласий с партией — Маинали критиковал тактику партии и выступал за сближение с королем Гьянедрой.
Сам Маинали в сближении с королевской властью зашёл настолько далеко, что после королевского переворота 1 февраля 2005 года, когда на представителей всех оппозиционных партий и коммунистических активистов обрушились репрессии (среди арестованных был и его брат), Р. К. Майнали встал на сторону монарха и стал министром образования и спорта в его кабинете. После свержения роялистского кабинета в апреле 2006 года Майнали отрицал ответственность за репрессии против протестующих во время народного восстания 2006 года (Локтантра Андолан), однако его политическая карьера казалась оконченной.
В сентябре 2010 года Майнали вступил в Объединённую коммунистическую партию Непала (маоистскую), хотя в бытность королевским министром поддерживал силовое искоренение маоистских повстанцев. Через некоторое время вновь оказался в рядах КПН(ОМЛ), хотя и подвергался там критике, в частности, за книгу воспоминаний, где утверждал, что Мадхав Кумар Непал предлагал призвать индийскую армию для свержения короля. Во время конфликта внутри образовавшейся из объединения основных компартий страны Непальской коммунистической партии критиковал обе стороны — и лидера К. П. Шарму Оли, и фракцию М. К. Непала, отколовшуюся в КПН (объединённую социалистическую).